# Satrapia
Satrapia is een geslacht van vlinders van de familie sikkelmotten (Oecophoridae), uit de onderfamilie Oecophorinae.

## Soorten
- S. pyrotechnica Meyrick, 1935
- S. thesaurina Meyrick, 1886